# 순자엄마

순자엄마(본명: 임순자, 1960년 6월 12일 (음력 5월 14일) ~ )는 대한민국의 유튜버다.

## 방송
- 2021년 생생 정보마당